# Blues-Projekte (DDR)
Ähnlich der Gitarreros im Rockbereich gab es in der Musikgeschichte der DDR Blues-Projekte, die Musiker führender Bands aus der Rock-, Jazz- und Bluesszene zusammen führten, Musik im Big-Band-Stil darboten und Platten aufnahmen, die zu „Verkaufsschlagern“ wurden. Die Musiker waren fest in Bands integriert und waren dadurch meist auf ein musikalisches Genre festgelegt. Sie fanden sich in kurzzeitigen Projekten zusammen. Die Blues-Projekte gaben ihnen die Möglichkeit, auch speziellen musikalischen Neigungen nachzugehen und fanden außerdem ein bluesbegeistertes Publikum. Besonders deutlich wird dies bei Frank „Gala“ Gahler. Er hatte lange Zeit bei Monokel Blues-Harp gespielt und mit seiner Stimme die Band geprägt. NO 55 und Gala, in denen er nach Monokel spielte, waren reine Rockbands. Auf dem Cover der LP Stormy Spring äußert er, befragt nach den Gründen für den Ausflug in den Blues, der Spaß am Blues habe Vorrang vor technischen Raffinessen gehabt.

## Projekte

### Amiga Blues Band
Diese Band wurde 1983 vom Plattenlabel Amiga einzig zum Zweck der Produktion einer Blues-Platte zusammengestellt. Dabei waren unter anderem Michael „Lefty“ Linke (Monokel), Frank „Gala“ Gahler (Monokel, NO 55), Wolfram „Boddi“ Bodag (Engerling), Gerhard „Hugo“ Laartz (Modern Soul Band), Georgi „Joro“ Gogow (City, NO 55), Peter „Cäsar“ Gläser (Klaus Renft Combo, Karussell, Die Spieler), Herbert Junck (Hansi Biebl Band). Begleitet wurden sie durch die Jazzmusiker Helmut Forsthoff (Altsaxophon), Claus-Dieter Knispel (Trompete), Dagobert Darsow (Posaune) und Norbert Jäger (Perkussion). Die Band gab ihr Live-Debüt am 29. Januar 1983 auf der Veranstaltung Rock für den Frieden und veröffentlichte die LP Not Fade Away, auf der internationale Bluesklassiker von Walking By My Self über Little Red Rooster bis zu Not Fade Away zu hören sind. Im selben Jahr fanden weitere Auftritte in Städten der DDR statt.
- 1983: Not Fade Away (Amiga)

### Blankenfelder Boogieband
Ein weiteres Big-Band-Projekt wurde 1988 von Lutz Kerschowski gegründet. Kerschowski war in den 1980er Jahren Frontmann der Rockband Kerschowski, spielte danach bei Ton Steine Scherben, komponiert heute Filmmusik und verwaltet den musikalischen Nachlass von Rio Reiser, mit dem er ab 1988 eng befreundet war. In der Band, die im Kern aus Kerschowski bestand, spielten: Lutz Kerschowski (Gesang), Marcus „Basskran“ Schloussen (Bassgitarre, später: Renft), Jörg Mischke (Piano, Orgel, Keyboard), „Delle“ Krise (später: Renft), Kay Lutter (Bassgitarre) (heute: In Extremo), Peter Michailow (Schlagzeug), Heiner Witte (Engerling), Wolfram Bodag (Engerling), Peter „Cäsar“ Gläser (Gesang, Gitarre), „Wilkie“ Wilkendorf (Gesang, Gitarre), Jürgen Ehle (Gitarre) sowie den Bläsern Tina Tandler, Frank Krüger, „Sonny“ Sonntag, Frank Hultzsch und Christian Höhle. Die Band ging gemeinsam auf Tour durch die DDR und veröffentlichte eine LP bei Amiga, die aber in einem improvisierten Garagenstudio aufgenommen und von Rio Reiser in der Bundesrepublik abgemischt wurde. Zu hören sind Popklassiker mit deutschen Texten von Lutz Kerschowski.
- 1989: Lutz Kerschowski & Blankenfelder Boogie Band (Amiga).

### Mama Blues Project
Unter diesem Namen hatten sich 17 Musiker aus den Genres Blues, Jazz und Rock vereint:
Frank Gala Gahler (Gesang, Blues-harp), Georgi Gogow (Bassgitarre), Peter Michailow (Schlagzeug), Lothar „Willi“ Wilcke (Orgel),
Sieghart Schubert (Keyboard, Posaune), Carsten Mohren (Keyboard), Andy Wieczorek, Bernd Hauke (Schlagzeug), Gisbert „Pitti“ Piatkowski (Gesang, Gitarre), Alexander Blume (Piano), Michael Linke (Gesang, Gitarre), Waldemar „Waldi“ Weiz (Gesang), Andre Jolig (Keyboard), Falk Breitkreuz (Saxophon), Joachim Hesse (Trompete), Volker Schlott (Saxophon) und Jörg Huke (Posaune).
Die Jazzmusiker Hesse, Schlott und Huke waren zu dieser Zeit als die Fun Horns erfolgreich. Aufgenommen wurde die LP im Februar 1989 und enthält Eigenkompositionen von Gahler, Gogow und Weiz.
- 1989: Stormy Spring (Amiga)